# 村山三坊
村山三坊（むらやまさんぼう）は、富士山興法寺の別当で、村山修験における道者坊（大鏡坊・池西坊・辻之坊）の総称である。

## 概要
村山三坊は以下の3つの道者坊からなる
1. 大鏡坊（だいきょうぼう）
2. 池西坊（ちせいぼう）
3. 辻之坊（つじのぼう）

村山三坊は富士山興法寺の各建築物や村山口登山道の管理を行っていた。古来は辻之坊は登山道の左側に、その西南に接して大鏡坊、登山口の鳥居からみて東西に池西坊があったという。今川氏は三坊に対して繰り返し掟を発布し、富士参詣の道者の取締を行なった。今川義元の代から顕著になり、今川氏真もそれらを踏襲した。
村山には各坊が所在したが、主力であったものは上記三坊であり、元禄12年（1699年）の『境内分配帳写』ではこれらを「本坊三ヶ坊」としている。「村山三坊」は歴史的に用いられていた呼称である。

## 大鏡坊
- 天文21年（1552年）5月26日　大鏡坊頼慶が今川義元により大鏡坊領等を安堵される[5]。
- 天文22年（1553年）5月25日　義元が大鏡坊に坊中掟を定め、富士参詣の道者の取締を命じている[6]。
- 永禄元年（1558年）8月4日　今川氏真が大鏡坊頼慶に富士山宮大夫職を安堵[7]。
- 永禄6年（1563年）4月16日　氏真が大鏡坊に「富士参詣諸国道者」を安堵[8]。

大鏡坊の初見は文明10年（1478年）の大日如来像の「寺務大鏡坊成久」の銘文である。富士山興法寺の中でも大棟梁権現社を主務とした。富士行を開いた頼尊から始まるという。豊臣政権の頃は、豊臣秀吉などの寄進により260石の土地を保持し、徳川幕府時代では徳川家光による所領の安堵で26石5斗であった。
外国人としては初の富士登山であるラザフォード・オールコック一行の富士登山の際は、「大鏡坊」に宿泊した。『大君の都』（オールコック著）にはそれらの様子として「寺院内の聖所を二つに仕切り、公使専用の部屋を用意してあった」と記述されている。2010年はオールコックによる登山から150周年にあたるため、村山浅間神社に「オールコック富士登山150周年記念碑」が建てられた。大鏡坊が管理していた大棟梁権現社は神仏分離により廃された。

## 池西坊
- 永禄9年（1560年）8月21日　氏真により村山内辻坊兼帯地を安堵される[16]。

池西坊の初見は、文明10年（1478年）の大日如来像の「池西坊成□」の銘文である。富士山興法寺の中でも大日堂を主務とした。豊臣政権の頃は、豊臣秀吉などの寄進により141石の土地を保持し、徳川幕府時代では徳川家光による所領の安堵で95石1斗7升であった。

## 辻之坊
- 天文2年（1533年）10月19日　今川氏輝により惣跡ならびに神領坊中東知行の安堵を受ける[17]。
- 天文4年（1535年）6月4日　今川氏輝により内院の散銭の寄進[18]。

辻之坊の初見は、山頂大日堂に存在した明応4年（1495年）の大日鉄像にある「願主富士山興法寺辻之坊覚乗」の銘文である。富士山興法寺の中でも浅間社（村山浅間神社）を主務とした。豊臣政権の頃は、豊臣秀吉などの寄進により75石の土地を保持し、徳川幕府時代では徳川家光による所領の安堵で94石5斗であった。神仏分離により浅間社の管理を断つこととなった。